# Kelvin Sebwe
Kelvin Sebwe (né le 4 avril 1972 à Monrovia) est un footballeur professionnel libérien. Il jouait au poste de milieu de terrain et était membre de l'équipe nationale du Liberia.

## Biographie
Kelvin Sebwe possède 65 sélections en équipe nationale pour 12 buts. 
Durant sa carrière, il a beaucoup voyagé : il a joué pour deux clubs français, l'AS Monaco et le Toulouse FC, pour un club belge, ainsi que pour huit clubs grecs. Il a même évolué au Moyen-Orient.

## Carrière
- 1988-1992 : Monrovia Black Star -  Liberia
- 1992-1993 : AS Monaco -  France
- 1993-1994 : Royal Football Club de Liège -  Belgique
- 1994-1996 : Toulouse FC -  France
- 1996-1997 : Skoda Xanthi -  Grèce
- 1997-1999 : AEK Athènes -  Grèce
- 1999-2000 : Iraklis Salonique -  Grèce
- 2000 : AO Patraikos -  Grèce
- 2001 : Panachaiki -  Grèce
- 2001-2002 : Dhafra -  Émirats arabes unis
- 2002-2003 : Al Ahly Dubaï -  Émirats arabes unis
- 2003-2004 : Al Jazira Abu Dhabi -  Émirats arabes unis
- 2004-2005 : Panserraikos FC -  Grèce
- 2005-2009 : AO Kavala -  Grèce
- →2006-2007 : Dóxa Dráma -  Grèce[1]